# VDL Berkhof
Berkhof — нідерландська автобусобудівна компанія, заснована у 1970 році.
В даний час до групи Berkhof входять дрібні голландські виробники автобусних кузовів Denolf & Depla і Kusters, а також бельгійський виробник автобусів Jonckheere. Сама ж фірма Berkhof володіє в Нідерландах двома заводами, кожен з яких спеціалізується на туристичних або міських автобусах середньої та великої місткості, які збираються на шасі різних виробників і комплектуються агрегатами спеціалізованих фірм.
В цілому компанії Berkhof Group належить шість підприємств. Щорічний обсяг виробництва становить до 1500 автобусів різної місткості.

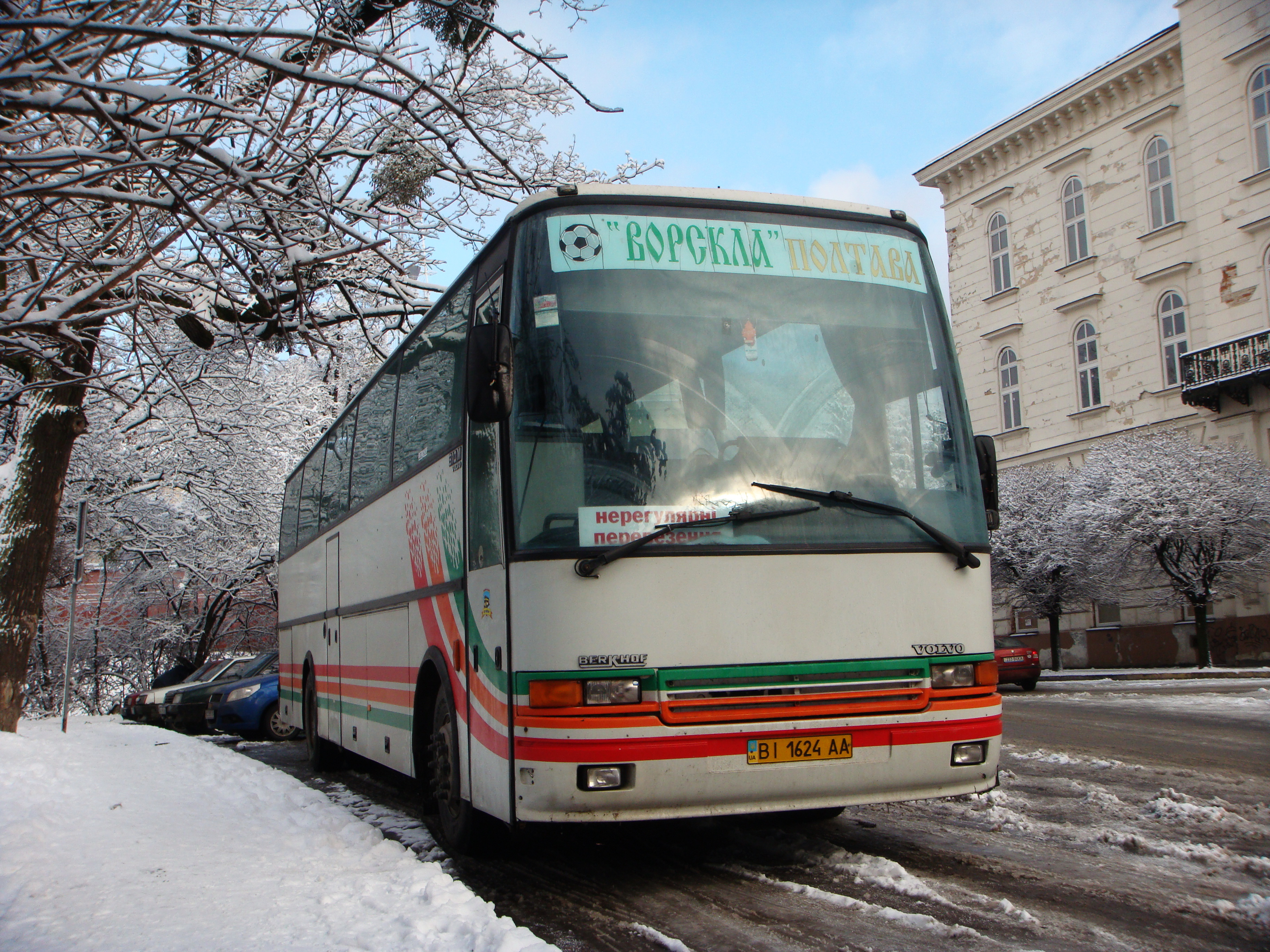
Туристичний автобус Berkhof Excellence 1000 із шасі Volvo, Львів

## Продукція
Два сучасних головних підприємства фірми Berkhof у Нідерландах, що входять до нідерландсько-бельгійської компанії Berkhof Group, пропонують широку гаму дво- і тривісних автобусів різного призначення.

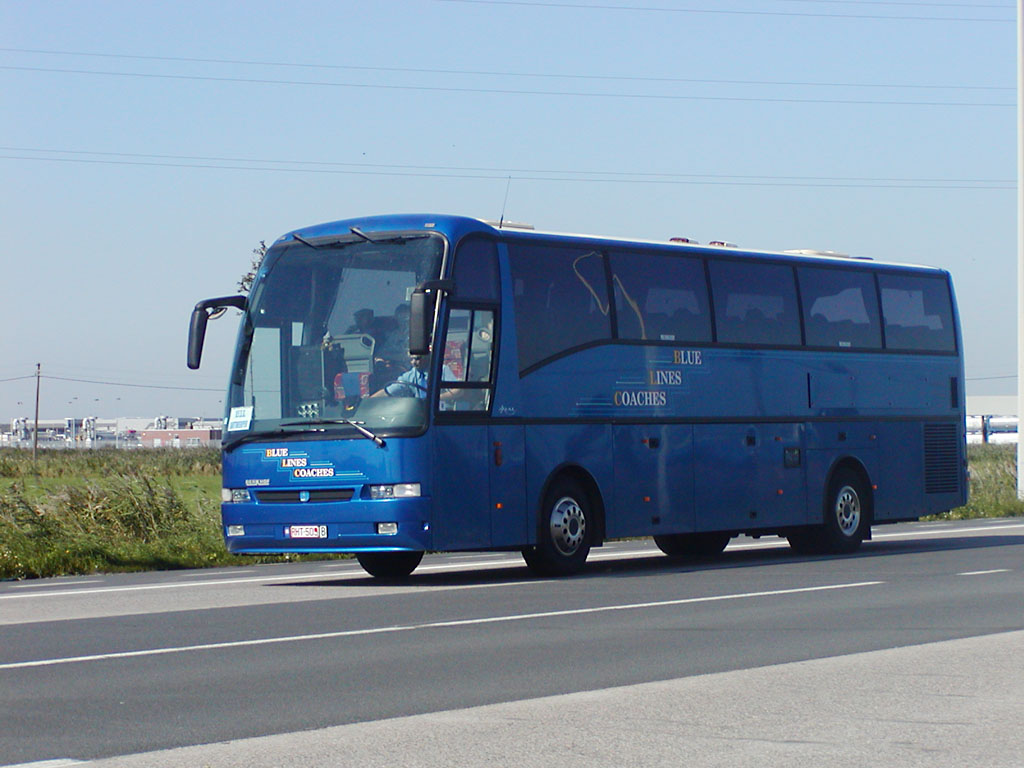
Berkhof Axial

Berkhof Серія Axial
Другий завод в Валкенсварде випускає багатомісні комфортабельні туристичні та міжміські одно- та двоповерхові автобуси. Базовою є серія Axial, яка випускається з 1996 року. Автобуси Axial пропонуються у трьох базових версіях «30», «50», «70» і восьми дво- і тривісних варіантах довжиною від 9 до 15 м із габаритної висотою 3380-3550 мм і місткістю від 29 до 70 пасажирів. Їх основою є шасі DAF, MAN, Volvo та інші з двигунами потужністю до 428 к.с. З 2000 року пропонується тривісний двоповерховий автобус Axial 100DD довжиною 12 м, шириною 2,55 м і висотою 4 м, має 67 посадкових місць. На ньому використовується 6-циліндровий дизель MAN потужністю 460 к.с.
Berkhof Серія Excellence
Гамма Excellence має дві базові моделі. Найлегший — 33-місцевий варіант Excellence 1000 Midi змонтований на шасі MAN 11.230. Для найбільш великих туристичних автобусів Excellence 3000 використовуються шасі DAF, MAN, Mercedes-Benz або Volvo B12. Вони пропонуються в одноповерховому варіанті з колісною формулою 4×2 або 6×2, довжиною 12-15 м і місткістю 50-62 пасажирів, а також у тривісному двоповерховому варіанті Excellence 3000HD на 68 місць.
Berkhof Серія Premier GB
Головною новинкою в серії є низькорамний зчленований 100-місний міський автобус Premier GB, виконаний на базі одиночного 12-метрового варіанта Premier, розробленого спільно з бельгійським відділенням Jonckheere. Його основою є шасі DAF RS200M з вертикальним 272-сильним двигуном. Висота розташування підлоги салону над поверхнею дороги — 340 мм. Довжина автобуса — 18 м, повна маса — 13 т.
Berkhof Серія Premier Radial (6×2)
З 1998 року випускається тривісний міжміський 15-метровий автобус Premier Radial (6х2) на 400-сильному шасі MAN 24.400 на 69 пасажирів. Найменшим в серії є 25-місний туристський автобус-салон вищого класу Speeder Mk II на шасі Mercedes-Benz O814D з кузовом Kusters.
Berkhof Серія Standaard
Перший завод фірми в Херенвені випускає кілька моделей міських автобусів. Серед них базове серійне сімейство Standaard — низькорамні 12-метрові міські автобуси NLF2000 на 220-сильному шасі DAF SB220, що вміщають до 80 пасажирів. Англійською шасі Dennis Lancet фірма пропонує на експорт аналогічний варіант NLE2000 довжиною 10,6 м і шириною 2,4 м. Для регіональних перевезень служить 57-місцевий 15-метровий автобус NL2000 на шасі Volvo B10M з двигуном потужністю 285 к.с.